# Kasteel Mertert
Kasteel Mertert (Frans: Château de Mertert; Luxemburgs: Schlass Mäertert) is een kasteel aan de Rue du Parc in het historisch centrum van Mertert in het oosten van Luxemburg. Het kasteel is beschermd erfgoed en is in privébezit.

## Geschiedenis
Het kasteel werd in 1870 gebouwd in neobarokke stijl opdracht van ondernemer en volksvertegenwoordiger Dominique-Antoine Pescatore, die er met zijn gezin woonde. Het bijbehorend park liet hij in 1873 aanleggen door de Franse landschapsarchitect Édouard André. Nadat Pescatore in financieel zwaar weer kwam, trok hij zich terug uit het openbare leven en werden park en kasteel in 1887 verkocht. Het kasteel kwam in handen van de familie Simons. In 1907 werden twee zijvleugels aangebouwd.
In 1927 verkocht een van de nazaten Simons het landgoed bekend als Château de Mertert, "bestaande uit een woonhuis, bijgebouwen, schuur, stallen, schuur, wijnpers, binnenplaats, woonhuis bekend als molen, conciërgewoning, parklandschap met vijvers en beken, tuinen, kanaal, alles bij elkaar" aan Louise Kewenig. Zij opende er een jaar later het Parc Hôtel Château de Mertert. In 1937 werd het kasteel opnieuw geveild en kwam het in het bezit van notaris Eugène Champagne uit Grevenmacher. In de loop van de 20e eeuw had het diverse eigenaren.